# Gouden Film

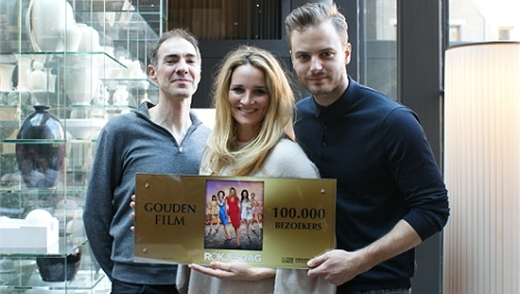
Les acteurs Lieke van Lexmond et Jim Bakkum et le réalisateur Johan Nijenhuis reçoivent le Gouden Film pour le film Rokjesday.

Le Gouden Film (littéralement « film d'or ») est un prix décerné aux Pays-Bas quand un film néerlandais atteint 100 000 spectateurs.
Tant le réalisateur que le producteur et les acteurs principaux reçoivent ce prix.

## Historique
En 2001 et 2002, le nombre de spectateurs requis pour obtenir la récompense était de 75 000 entrées.

## Films ayant obtenu le statut de Gouden Film
En mars 2014, 133 films sont Gouden Films.

### 2011
- New Kids Nitro (nl), de Steffen Haars et Flip van der Kuil, avec Tim Haars, Huub Smit et Wesley van Gaalen[1]

### 2014
- Pijnstillers (nl), de Tessa Schram, avec Gijs Blom et Birgit Schuurman (en)[2]

### 2016
- Rokjesday (nl), de Johan Nijenhuis, avec Carly Wijs et Loek Peters

### 2023
- Hardcore Never Dies, de Jim Taihuttu, avec Joes Brauers, Jim Deddes et Rosa Stil[3],[4]